# Floatforming
Floatforming (Fließpressen) ist ein Umformprozess für Bleche mit einer Flüssigkeit als Umformmedium. Der obere und untere Werkzeughalter sind bei diesem Verfahren schwimmend gelagert, so dass sich das Werkzeug nicht durchbiegt. 
Beim Floatforming liegt das Blech zu Prozessbeginn zwischen den Werkzeughälften. Das Blech gleitet mit zunehmendem Druck in seine Endposition. Der Umformgrad wird vorzugsweise nicht durch die Reckung, sondern durch ein Nachfließen ermöglicht. Eine Abstreckung mit der dadurch verbundenen Gefüge- und Materialdickenänderung tritt erst gegen Prozessende ein. 
Die serientaugliche Floatforming-Presse verfügt über eine Schließkraft von 5.000 Tonnen und wiegt ca. 90 Tonnen. Sie hat einen Werkzeugeinbauraum von 0,5 × 1 × 2 m und kann durch einen Druckübersetzer einen Wasserdruck von bis zu 2.500 bar auf das umzuformende Blech wirken lassen.
Die besonderen Verformungsmöglichkeiten sind bei der Verarbeitung von dessinierten Blechen erkennbar, da durch die schonende Verarbeitung die Dessins der Aluminiumbleche nicht verändert bzw. verletzt werden.